# The Man from Tallahassee
"The Man from Tallahassee" er det 60. afsnit af tv-serien Lost. Episoden blev instrueret af Jack Bender og skrevet af Drew Goddard & Jeff Pinkner. Det blev første gang udsendt 21. marts 2007, og karakteren John Locke vises i afsnittets flashbacks.